# Halinghen
Halinghen ist eine französische Gemeinde mit 309 Einwohnern (Stand: 1. Januar 2022) im Département Pas-de-Calais in der Region Hauts-de-France (vor 2016 Nord-Pas-de-Calais). Sie gehört zum Arrondissement Boulogne-sur-Mer und zum Kanton Desvres. Die Einwohner werden Halinghenois genannt.

## Geographie
Die Gemeinde Halinghen liegt etwa elf Kilometer nördlich der Küstenstadt Étaples im Regionalen Naturpark Caps et Marais d’Opale, sieben Kilometer östlich der Ärmelkanalküste. Umgeben wird Halinghen von den Nachbargemeinden Verlincthun im Norden, Tingry im Osten, Frencq im Südosten und Süden, Widehem im Süden und Südwesten, Neufchâtel-Hardelot im Westen und Nordwesten sowie Nesles im Nordwesten.

## Bevölkerungsentwicklung
| Jahr                       | 1962 | 1968 | 1975 | 1982 | 1990 | 1999 | 2006 | 2013 | 2022 |
| Einwohner                  | 324  | 248  | 252  | 249  | 283  | 279  | 274  | 325  | 309  |
| Quellen: Cassini und INSEE |      |      |      |      |      |      |      |      |      |

## Sport
Im Jahr 2025 führte die Tour de France auf der 2. Etappe durch die Gemeinde Halinghen. Auf der D239 wurde mit der Côte du Haut Pichot (179 m) eine Bergwertung der 3. Kategorie abgenommen. Diese wies auf einer Länge von 1100 Metern eine durchschnittliche Steigung von 9,4 % auf. Die Bergwertung sicherte sich der Belgier Tim Wellens.

## Sehenswürdigkeiten
- Kirche Saint-Sylvestre aus dem 19. Jahrhundert

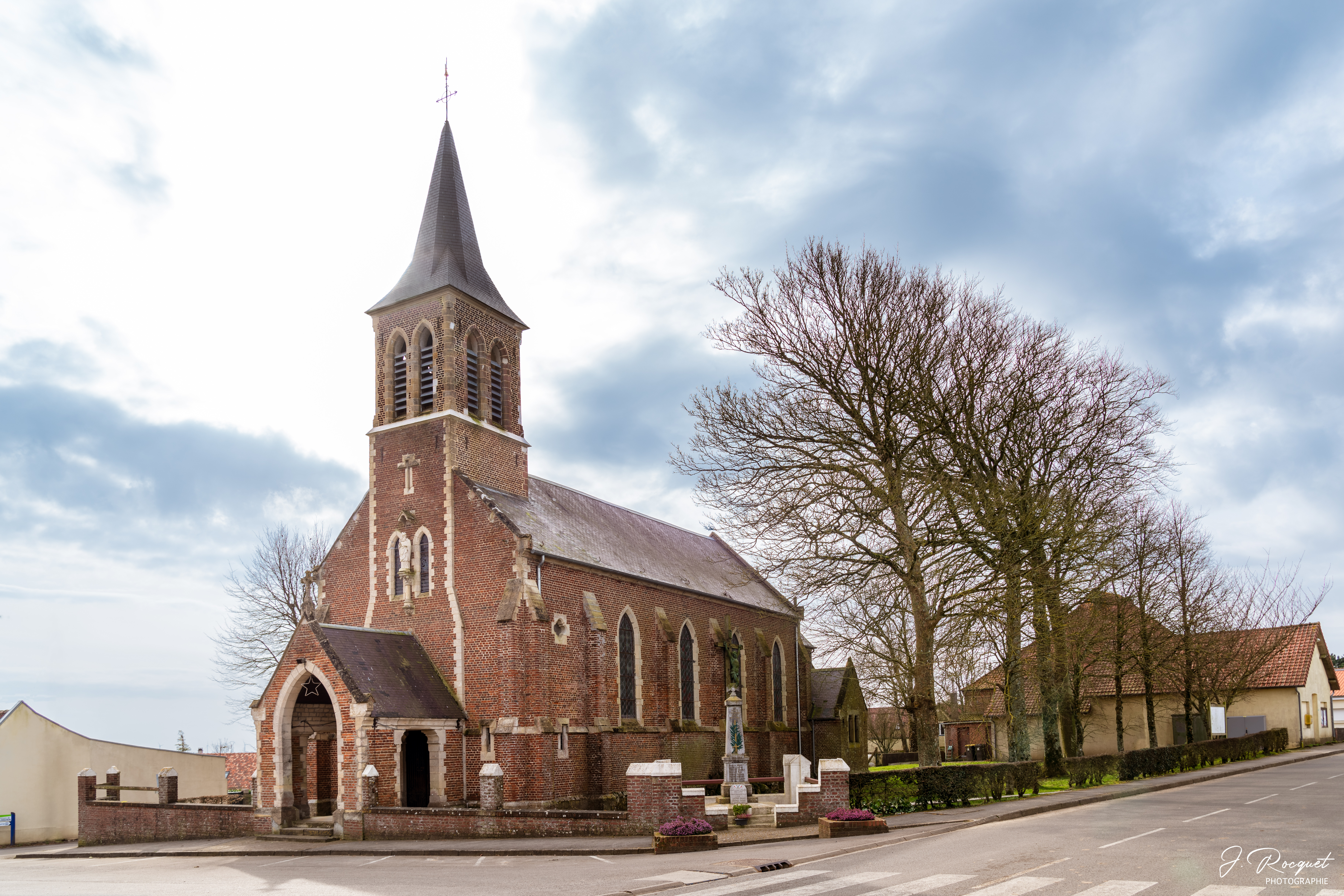
Kirche Saint-Sylvestre
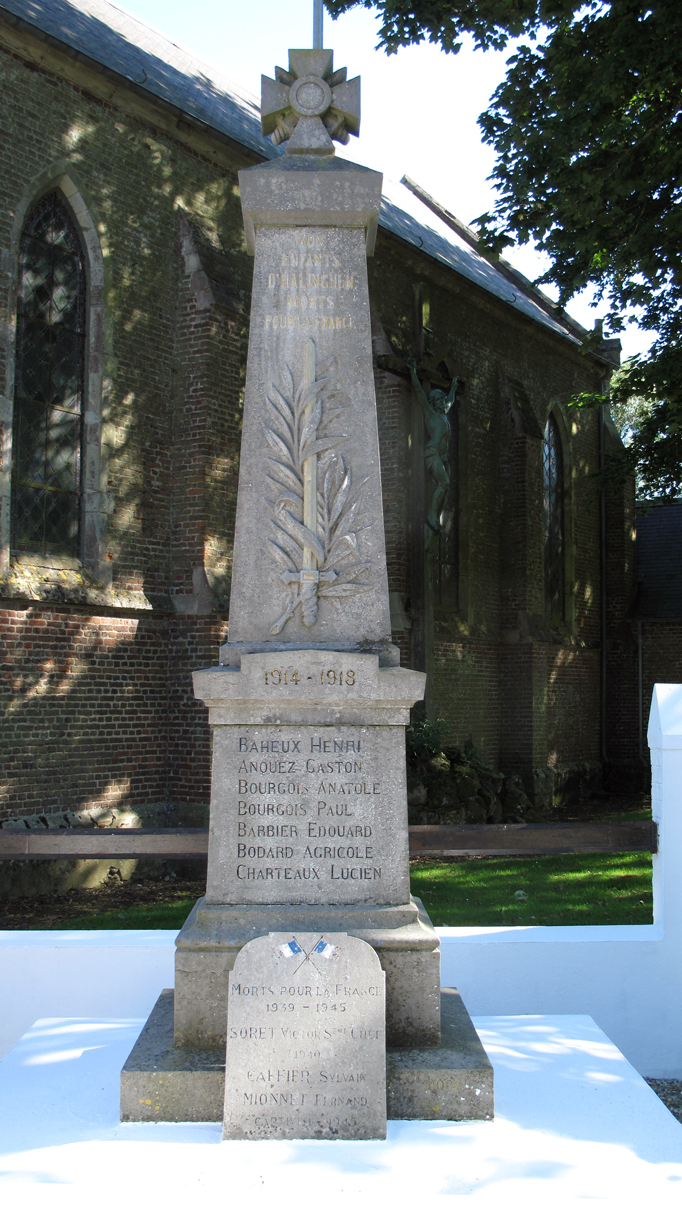
Gefallenendenkmal